# Jan Hohenzollern (1493–1525)
Jan Hohenzollern (ur. 9 stycznia 1493 w Plassenburgu, zm. 5 lipca 1525 w Walencji) – wicekról Walencji od 1523.
Był synem Fryderyka Starszego, margrabiego brandenburskiego na Ansbach i Bayreuth i Zofii Jagiellonki.
Osiadł na hiszpańskim dworze Karola V Habsburga. Ten, wdzięczny Hohenzollernom za oddanie na niego głosów w czasie elekcji cesarskiej w 1519 roku, ożenił Jana z wdową po swoim dziadku – Germaine de Foix. Mianował go także wicekrólem Walencji.